# 10736 Marybrück
10736 Marybrück eller 1988 DD3 är en asteroid i huvudbältet som upptäcktes den 22 februari 1988 av den australiensiske astronomen Robert H. McNaught vid Siding Spring-observatoriet. Den är uppkallad efter den irländska astronomen Mary Brück.
Asteroiden har en diameter på ungefär 5 kilometer och den tillhör asteroidgruppen Eos.